# Ben Nevis
Ben Nevis (în gaelică scoțiană, Beinn Nibheis) este cel mai înalt vârf muntos de pe Insula Marea Britanie și din întreg Regatul Unit, având o altitudine maximă de 1.344 m. Se află în partea de vest a Munților Grampian, în regiunea Lochaber din Scoția, în apropierea orașului Fort William.
Este denumit de localnici The Ben (Muntele), ca și alți munți din Scoția. Totuși, când străinii folosesc termenul „The Ben”, ei se referă de obicei la Ben Nevis. Muntele atrage aproximativ 100.000 de ascensiuni pe an, dintre care aproximativ trei sferturi sunt efectuate pe drumul Pony Track dinspre Glen Nevis pe partea de sud a muntelui. Pentru alpiniști și montaniarzi principala atracție o reprezintă stâncile de 700 m din partea de nord; unele dintre cele mai înalte stânci de pe Insula Marea Britanie, ele prezintă diverse posibilități de ascensiune, de diverse dificultăți, și reprezintă unul din principalele locuri unde se practică cățărări pe gheață în Regatul Unit.
Pe vârf se află ruinele unui fost observator astronomic care a funcționat permanent între 1883 și 1904. Charles Thomson Rees Wilson a 
stat o perioadă la acel observator, înainte de a inventa camera cu ceață.

## Geografie
Ben Nevis formează un masiv muntos împreună cu vecinul său de la nord-est, Carn Mòr Dearg, de care este legat prin creasta Carn Mòr Dearg. Ambii munți sunt printre cei opt de pe Insula Marea Britanie cu altitudini de peste 1.200 m, împreună cu Aonach Mòr și Aonach Beag aflate imediat la est; ceilalți patru sunt toți în Munții Cairngorm.
Marginile vestică și sudică ale lui Ben Nevis prezintă o diferență de nivel de 1.200 m pe o distanță de aproximativ 2 km de la baza lui Glen Nevis — cea mai lungă și mai abruptă pantă deluroasă din Marea Britanie — ceea ce are ca rezultat faptul că muntele prezintă un aspect impunător în acea parte. Spre nord, dimpotrivă, stâncile pierd doar 600 m altitudine spre Coire Leis. În această depresiune se găsește Cabana memorială Charles Inglis Clark (numită Cabana CIC), o cabană aflată la altitudinea de 680 m, aflată în proprietatea Scottish Mountaineering Club și utilizată ca bază pentru multe trasee de drumeție pe partea nordică a muntelui.

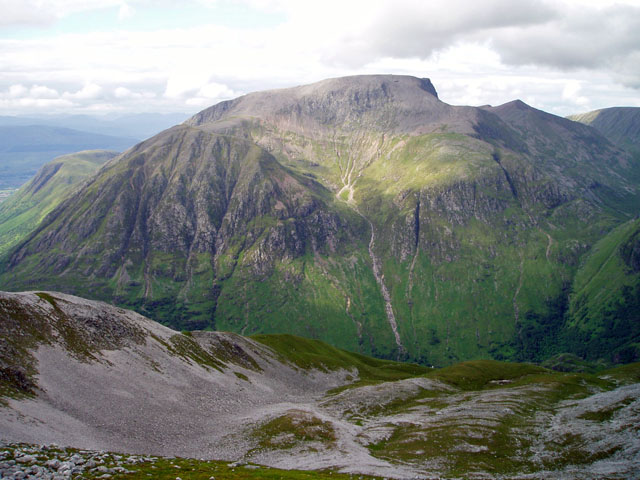
Faţa sudică, abruptă, a lui Ben Nevis dinspre Sgurr a' Mhàim

În plus față de vârful principal, de 1.334 m, Ben Nevis mai are două culmi trecute în Tabelele lui Munro, ambele denumite Carn Dearg („Dealul Roșu”). Cel mai înalt dintre acestea, la 1.221 m, se află situat spre nord-vest, și este adesea confundat cu Ben Nevis însuși atunci când este văzut dinspre Fort William. Celălalt Carn Dearg (1.020 m) iese din masiv înpre Glen Nevis pe partea sud-vestică a muntelui. Mai spre vest, se află un deal mai mic, Meall an t-Suidhe (711 m), care formează cu Ben Nevis o șa care conține un lac, Lochan an t-Suidhe. Traseul turistic cel mai des utilizat dinpre Glen Nevis trece pe lângă acest deal, urcând spre vârf pe partea de vest, mai largă, a lui Ben Nevis.

### Geologie
Ben Nevis este format mai ales din roci magmatice din devonian (aproximativ 400 de milioane de ani în urmă), pătrunse prin intruziune în șisturile metamorfice din jur; intruziunile au forma unei serii de inele concentrice. Inelul cel mai interior, numit Granitul Interior, constituie partea masivă a muntelui aflată deasupra lacului Lochan Meall an t-Suidhe, și a crestei învecinate Carn Mòr Dearg; Meall an t-Suidhe formează parte din Granitul Exterior, de culoare roșiatică. Vârful însuși, împreună cu stâncile abrupte din nord, sunt compuse din andezit și bazalt. Muntele a fost puternic erodat de ghețari.

### Clima

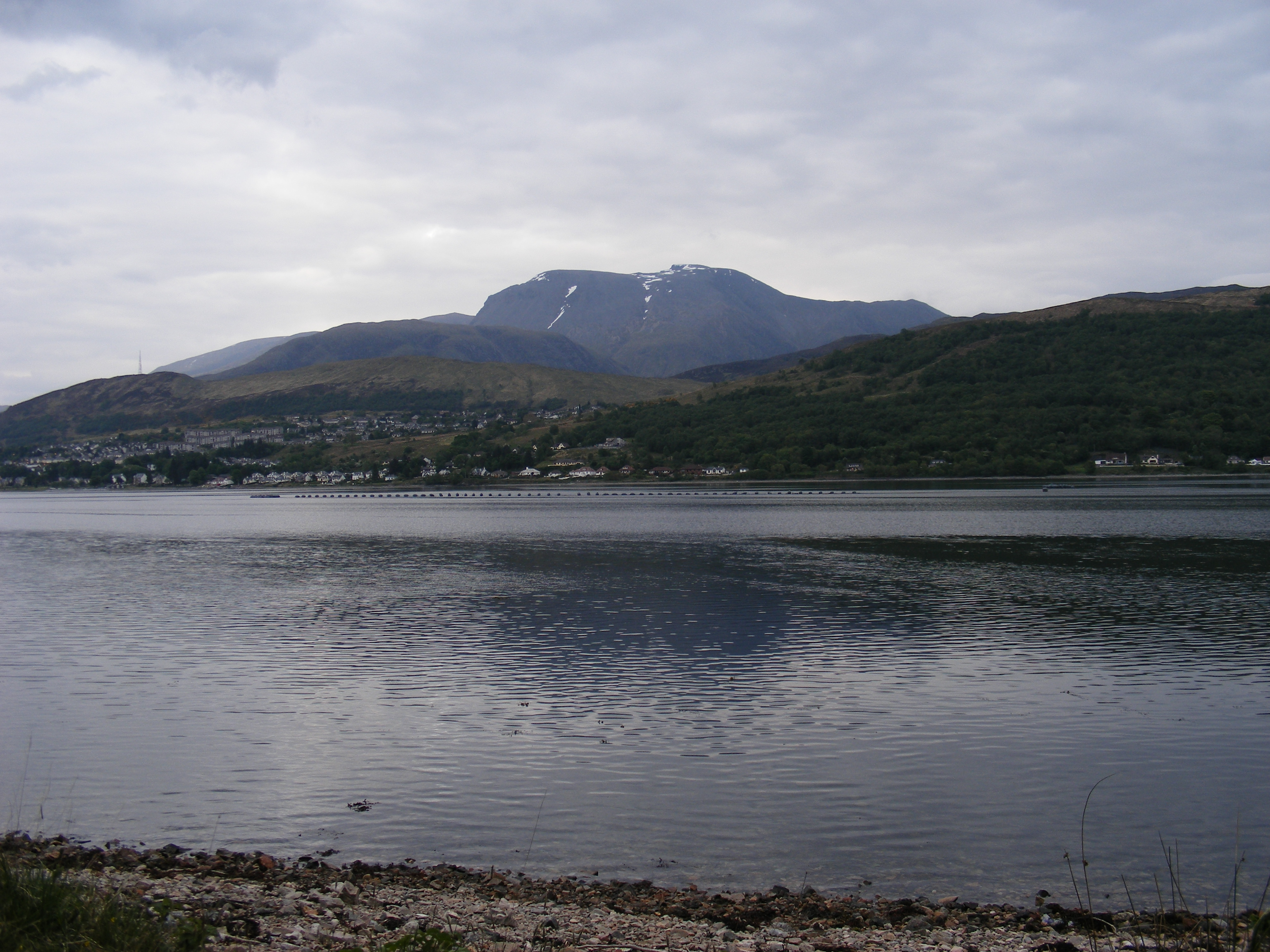
Ben Nevis şi Fort William, văzute de pe celălalt mal al Loch Linnhe

Altitudinea lui Ben Nevis, poziția în proximitatea mării și relieful conduc la condiții meteo neobișnuit de instabile, care pot pune în pericol drumeții slab echipați. Conform observațiilor efectuate la observatorul din vârf în perioada 1883–1904, ceața este prezentă pe vârf în 80% din perioada dintre lunilenoiembrie și ianuarie, și în 55% din lunile mai și iunie. Temperatura medie iarna a fost de −5 °C, iar media anuală de −0,5 °C. Într-un an obișnuit, vântul bate puternic pe vârf în 261 de zile, iar precipitațiile anuale medii sunt de 4.350 mm, față de doar 2.050 mm în orașul Fort William, din apropiere și aproximativ 600 mm în Inverness și Londra. Precipitațiile pe Ben Nevis sunt aproximativ de două ori mai multe iarna decât primăvara și vara. Pe munte, este zăpadă aproape tot timpul anului, mai ales pe văile de pe partea nordică — în părțile mai înalte ale ravenei Observatorului zăpada persistând până în septembrie sau chiar până la noile zăpezi ale anului următor.

## Istoric
Prima ascensiune înregistrată pe Ben Nevis a avut loc la 17 august 1771, și a fost efectuată de James Robertson, un botanist din Edinburgh, aflat în regiune pentru a aduna specimene botanice. O altă ascensiune a fost efectuată în 1774 de către John Williams, care a furnizat prima descriere a structurii geologice a muntelui. John Keats a urcat pe munte în 1818, comparându-și ascensiunea cu „escaladarea a zece catedrale Sf. Pavel fără a beneficia de o scară”. Abia în 1847, s-a confirmat prin Ordnance Survey că Ben Nevis este cel mai înalt munte din Regatul Unit, înaintea rivalului său Ben Macdui.
Observatorul de pe vârf a fost construit în vara lui 1883, și a funcționat timp de 21 de ani. Prima potecă până pe vârf a fost bătută tot atunci, și a fost făcută pentru a permite poneilor să care provizii, cu un gradient maxim de unu din cinci. Deschiderea potecii și a observatorului a făcut din urcarea pe Ben Nevis o activitate din ce în ce mai populară, cu atât mai mult după construirea căii ferate West Highland Railway până în Fort William în 1894. În această perioadă s-a făcut prima propunere de construirea a unei căi ferate cu cremalieră până pe vârf, ceea ce nu s-a realizat niciodată.
În 2000, Moșia Ben Nevis, cuprinzând toată partea sudică a muntelui, inclusiv vârful, a fost cumpărată de societatea de caritate scoțiană Trustul John Muir.

## Trasee

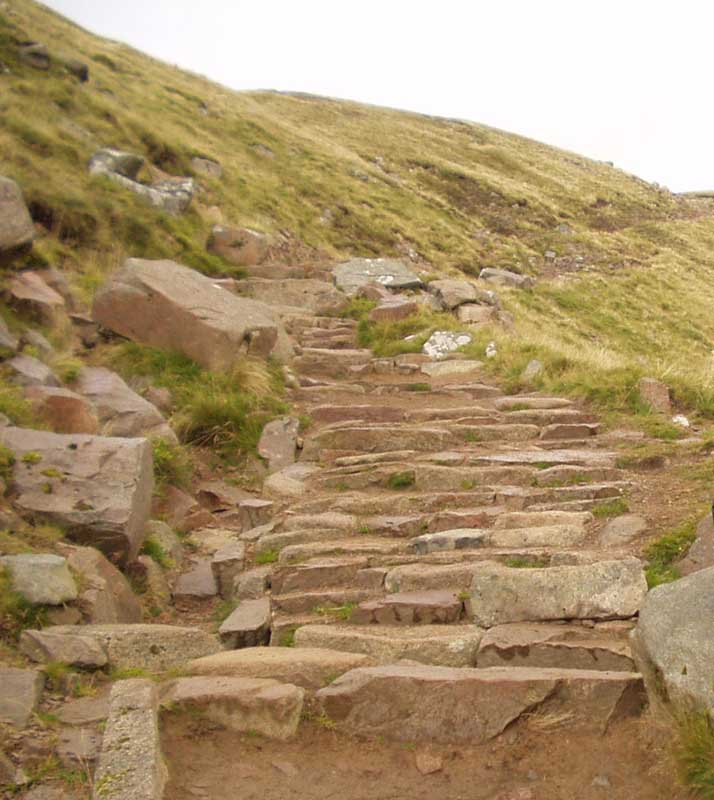
Partea inferioară a potecii Ben Path, pe care trec 75000 de oameni pe an

Poteca Pony Track din 1883 (numită și Ben Path, the Mountain Path, sau Tourist Route) rămâne cel mai simplu și mai popular traseu. Ea începe în Achintee la est de Glen Nevis și la aproximativ 2 km de centrul orașului Fort William, la aproximativ 20 m altitudine. Podurile de la Visitor Centre și de la hostel permit acum accesul și din partea vestică a lui Glen Nevis. Poteca urcă abrupt spre șaua de lângă Lochan Meall an t-Suidhe la 570 m altitudine, apoi urca restul de 700 m până la marginea stâncoasă vestică a lui Ben Nevis în zigzag. Poteca este bine întreținută pe toată lungimea ei și, datorită zigzagurilor, nu este atât de abruptă ca în partea sa inițială.

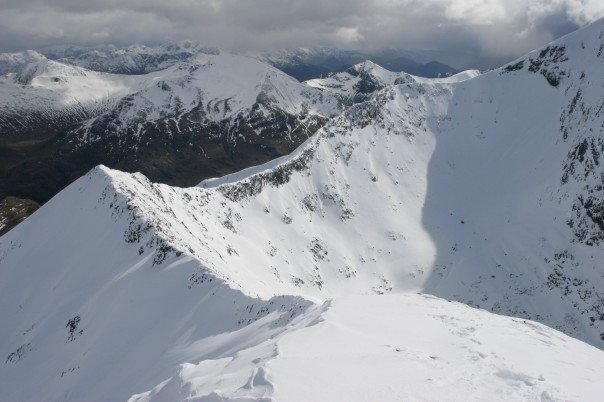
Creasta Carn Mor Dearg primăvara, acoperită de zăpadă, văzută de pe vârful Carn Mòr Dearg

Un traseu popular în rândul drumeților mai experimentați începe la Torlundy, la câțiva kilometri nord-eat de Fort William pe drumul A82, și duce pe lângă Allt a' Mhuilinn. Din Glen Nevis se poate ajunge și urmând poteca Pony Track până la Lochan Meall an t-Suidhe, apoi coborând puțin până la Cabana CIC. Drumul apoi urcă pe Carn Mòr Dearg și continuă pe creasta Carn Mòr Dearg înainte de a urca abrupt până la vârful Ben Nevis. Acest traseu implică o urcare totală de 1.500 metri și necesită aptitudini de cățărare pe pante abrupte. Pe lângă alte abordări ale acestei părți a muntelui, acest traseu are avantajul că are o vedere mai bună spre stâncile de pe fața nordică, care nu se văd de pe Pony Track.
Se poate urca pe Ben Nevis și de la parcarea de la Nevis Gorge de la capătul drumului peste Glen Nevis, fie pe creasta de sud-est, fie peste vârful Carn Dearg (sud-vest). Aceste trasee sunt mai scurte și mai abrupte, și sunt folosite de drumeții mai experimentați.

## Vârful

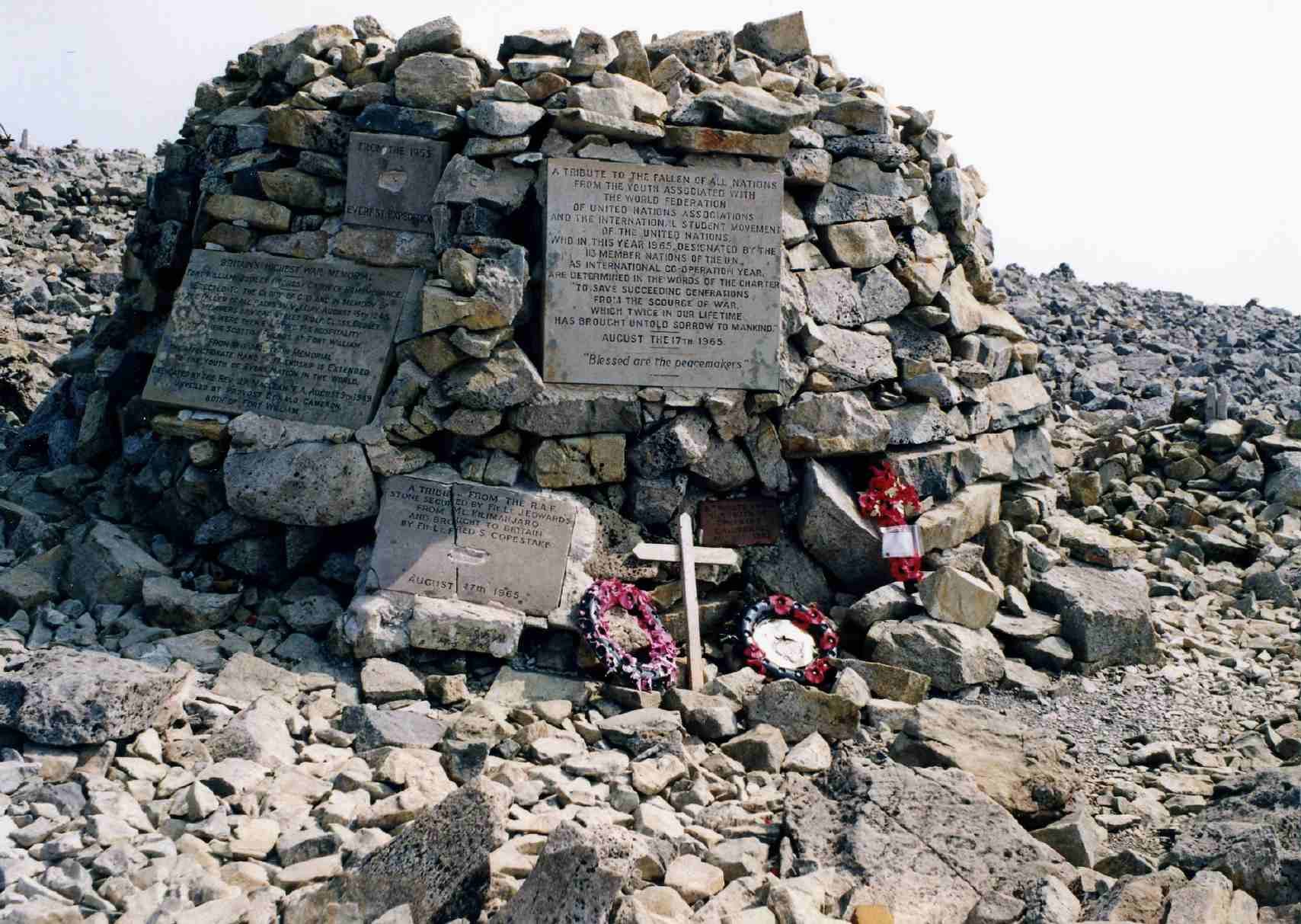
Monumentul din vârf

Vârful Ben Nevis constă dintr-un platou stâncos de aproximativ 40 ha. Cel mai înalt punct este marcat cu o movilă de pietre în vârful căreia se află un punct de triangulare al Ordnance Survey.
În vârful turnului observatorului s-a construit un adăpost de urgență pentru cei surprinși de furtună și, deși baza turnului este puțin mai jos decât vârful muntelui, acoperișul adăpostului este cu câțiva metri deasupra punctului de triangulație. Lângă observator se află un monument în memoria morților din cel de-al doilea război mondial.
La 17 mai 2006, Trustul John Muir, care deține în proprietate mare parte din munte, a descoperit un pian îngropat sub una dintre movilele de pe vârf. Se crede că pianul a fost dus acolo de oameni din Dundee cu peste 20 de ani în urmă.
În condiții ideale, priveliștea vizibilă de pe munte se poate extinde peste 190 km, cuprinzând Dealurile Torridon, Morven din Caithness, Lochnagar, Ben Lomond, Barra Head, și Knocklayd din County Antrim, Irlanda de Nord.

### Observatorul

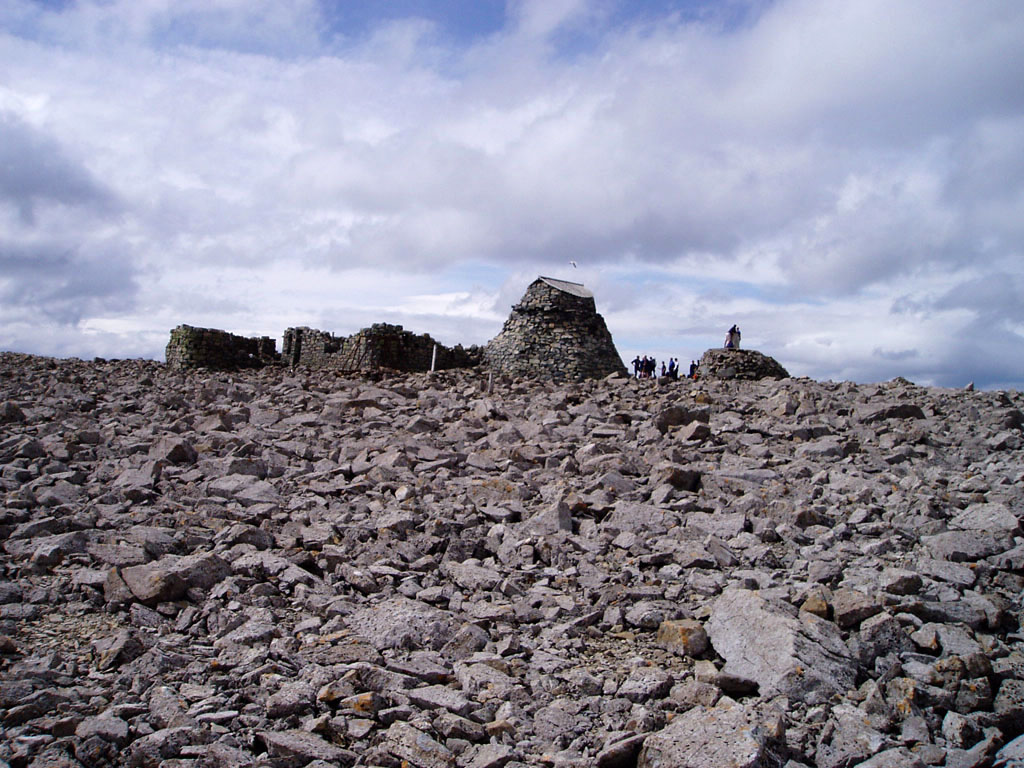
Platoul din vârf. În centru, ruinele observatorului; în dreapta, movila de pe vârf.

S-a propus construirea unui observator meteorologic pe vârf de către Scottish Meteorological Society (SMS) la sfârșitul anilor 1870, într-o vreme când se construiau în toată lumea asemenea observatoare pentru a studia vremea la altitudini mari. În vara lui 1881 Clement Lindley Wragge a urcat în fiecare zi pe munte pentru a face observații (fiind poreclit „Inclement Rag” — „Zdrențărosul furtunilor”), ceea ce a condus la înființarea, la 17 octombrie 1883, a unui observator permanent gestionat de SMS. Clădirea a fost locuită permanent până în 1904, când a fost închisă din lipsă de fonduri guvernamentale. Datele adunate de-a lungul celor douăzeci de ani de funcționare furnizează și acum cel mai complet set de date privind vremea montană din Marea Britanie.
În septembrie 1894, C. T. R. Wilson a fost angajat la observator pentru câteva săptămâni, ca înlocuitor temporar pe un post. În această perioadă a văzut un spectru Brocken și o aură, cauzate umbra dată de lumina soarelui pe norii de sub observator. Ulterior, a încercat să reproducă aceste fenomene în laborator, ceea ce a avut ca rezultat inventarea camerei cu ceață utilizate pentru a detecta radiații ionizante.

## Orientare și siguranță

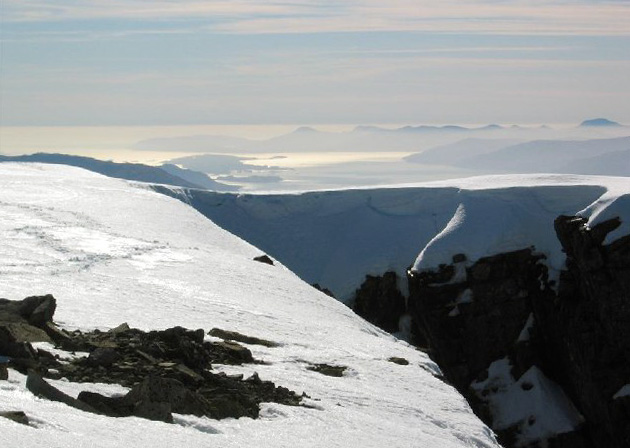
Vedere spre sud-vest de pe vârf la începutul lui aprilie. Când zăpada formează streşini, drumul este periculos.

Popularitatea vârfului, clima și relieful complex contribuie la numărul mare de incidente. În 1999, de exemplu, salvamontiștii au efectuat 41 de operațiuni de salvare, și patru oameni au murit în acel an pe munte. Unele accidente au loc din cauza dificultăților în orientare pe drumul spre și dinspre vârf, mai ales în condiții de vizibilitate redusă. Problema provine din faptul că platoul din vârf are formă de bob de fasole, și este înconjurat de prăpastii din trei părți; pericolul este accentuat și atunci când poteca principală este acoperită de zăpadă. Este nevoie de două direcții precise succesive date de busolă pentru orientarea de la movila din vârf spre marginea vestică a muntelui, de unde se poate coborî pe Pony Track în siguranță.
Spre sfârșitul anilor 1990, echipa de salvamont Lochaber a înființat două posturi pe platou, pentru a ajuta drumeții care încearcă să coboare pe timp de ceață. Aceste posturi au fost ulterior distruse de turiști, ceea ce a generat controverse în rândurile montaniarzilor privind etica acestor construcții. Susținătorii posturilor de asistență la orientare scot în față numărul mare de accidente care au loc pe munte (doar între 1990 și 1995 au avut loc 13 accidente mortale, deși opt dintre ele au fost cauzate de căzături la escaladarea pereților de piatră, și nu de erori în orientare), lunga tradiție de plasare a acestor repere pe vârf, și de rolul important pe care îl pot juca în salvarea unor turiști rătăciți. Totuși, criticii argumentează că movilele și posturile sunt o intruziune inutilă a omului în peisajul natural, care creează o falsă senzație de siguranță și care ar reduce simțul de responsabilitate al turiștilor pentru propria lor siguranță.

## Urcarea Ben Nevis

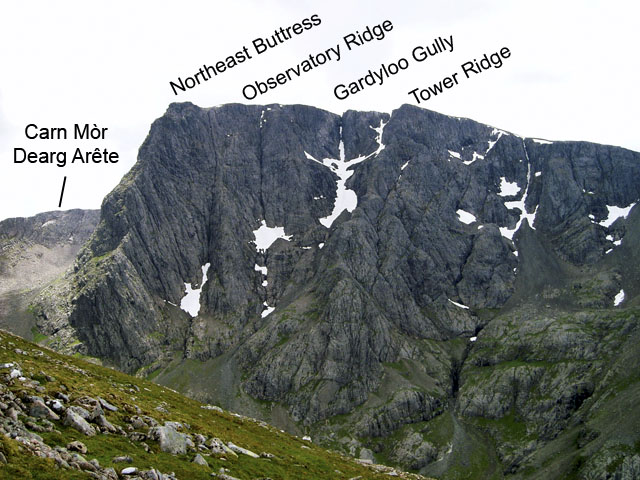
Partea de nord a muntelui. Piciorul Carn Dearg şi Creasta Castelului sunt în dreapta imaginii.

Fața nordică a lui Ben Nevis prezintă multe picioare, creste, turnuri și ridicături, conținând multe pante abrupte și pereți de escaladat. Multe din traseele de aici păstrează zăpadă până în aprilie. A fost unul dintre puținele locuri din Scoția care a avut parte de atenția unor alpiniști serioși, cu o coborâre a Crestei Turnului, în 1892 reprezentând prima atestare a unei expediții în Ben Nevis. Cabana Charles Inglis Clark aparținând Scottish Mountaineering Club a fost construită la poalele nordice ale muntelui în Coire Leis în 1929. Din cauza poziției sale izolate, este considerată a fi singura cabană de munte adevărată din Regatul Unit. Ea este încă frecventată de turiști, în special iarna.
Creasta Turnului este cea mai lungă din cele trei creste din nordul muntelui, cu aproximativ 600 metri de urcat. Nu este un traseu dificil din punct de vedere tehnic, și majoritatea urcărilor pot fi tratate fără frânghii de către alpiniștii competenți, dar este solicitant. Creasta Castelului (în engleză Castle Ridge), prima dintre cele trei creste principale, este mai ușoară, iar Creasta Observatorului este considerată foarte dificilă; ultima fiind cea mai apropiată de vârf. Între Creasta Turnului și cea a Observatorului se găsește Valea Gardyloo, care își trage numele de la strigătul „garde à l'eau” („atenție la apă”), folosit în orașele scoțiene ca avertisment când locatarii caselor aruncau găleți cu apă de la fereastră în stradă. Peretele final al văii era punctul de adunare a gunoiului pentru observator. Piciorul nord-estic este ultima și cea mai masivă dintre aceste creste, și este considerată cea mai dificilă din cauza combinației de dificultate tehnică și a gradului de efort fizic necesar.

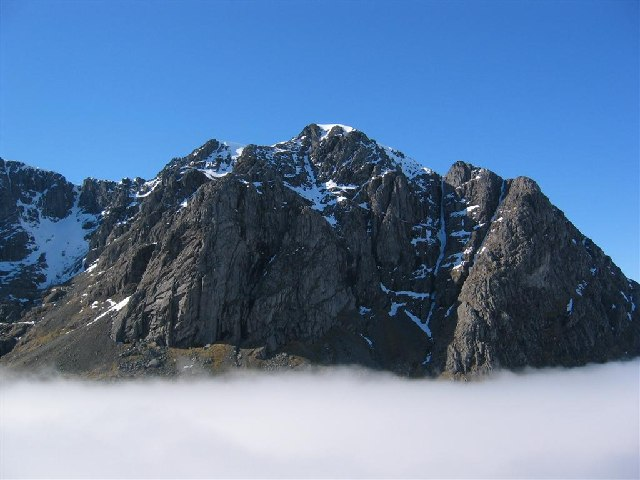
Piciorul Carn Dearg la începutul lunii aprilie

Fața nordică conține numeroase puncte de escaladare a pereților, cele mai multe fiind în zona piciorului Carn Dearg (sub vârful Munro al lui Carn Dearg nord-vest) și în jurul Piciorului Nord-Estic și în jurul Crestei Observatorului. Printre aceste puncte se numără Peretele Rubicon pe Piciorul Observatorului — a cărui a doua escaladare, în 1937, când era considerată cel mai greu traseu al muntelui, este descrisă de W. H. Murray în „Mountaineering in Scotland” — și, pe Carn Dearg, Centurion (HVS) și Agrippa (E5).
Alte trasee cunoscute au fost înființate de Dr. J. H. B. Bell și alții în perioada interbelică; printre acestea se numără urcarea „Long Climb” al lui Bell, de 430 m, considerată cea mai înaltă de pe Insula Marea Britanie.
Fața nordică este și unul din principalele locuri de escaladare pe gheață din Scoția, păstrând stratul de zăpadă timp mai îndelungat în an; într-un an cu iarnă grea, traseele rămân înzăpezite până la mijocul primăverii. Majoritatea traseelor utilizabile pentru escaladarea pe perete de piatră sunt accesibile și ca pereți de gheață, inclusiv cele trei creste din nord; de exemplu, Creasta Turnului are gradul III în sistemul scoțian de gradare. Probabil cel mai popular traseu de iarnă din Ben Nevis este Perdeaua (IV,5) pe partea stângă a Piciorului Carn Dearg. Cel mai dificil iarna este Centurion cu gradul VIII,8.

## Cursa Ben Nevis

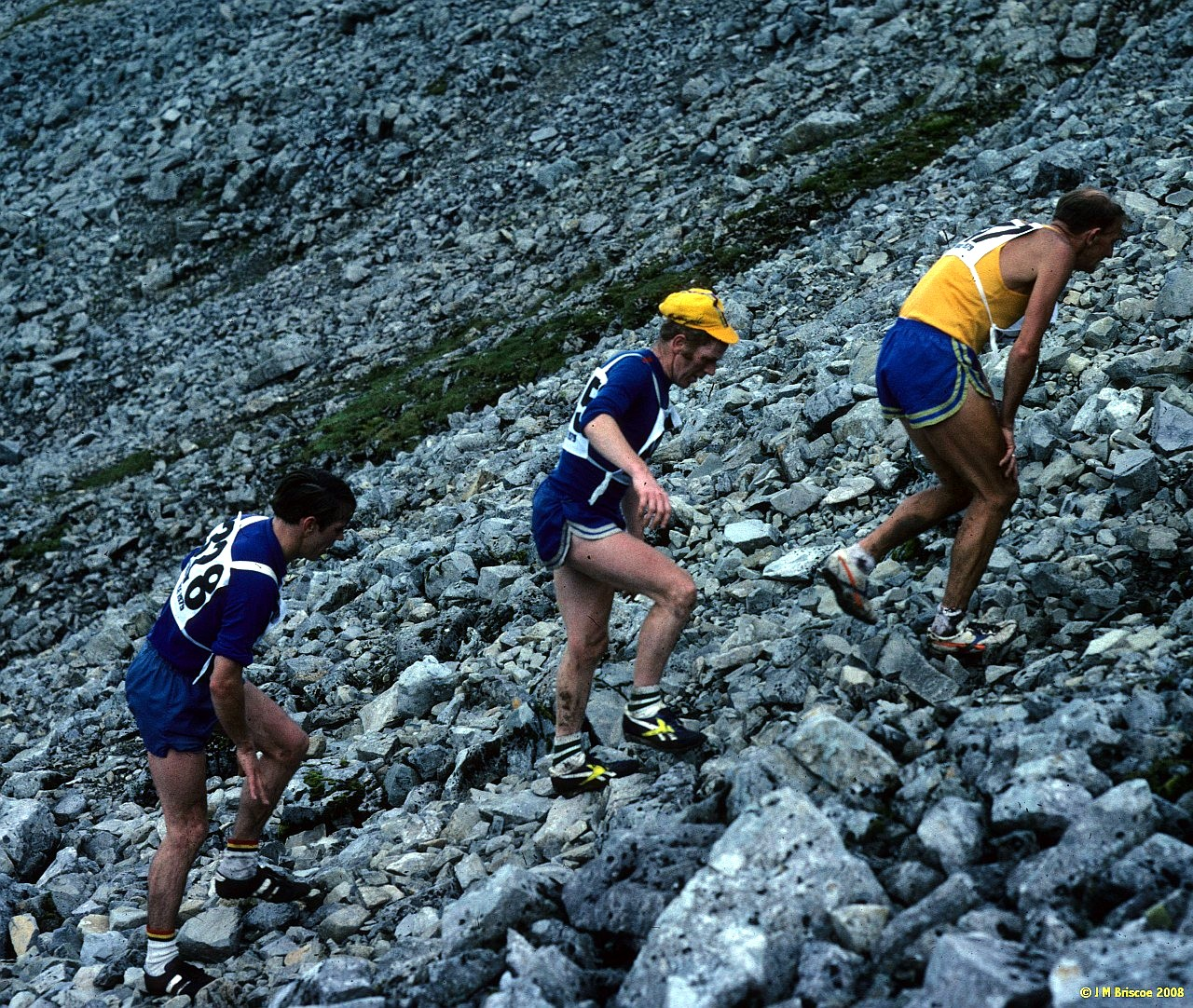
Cursa Ben Nevis 1979

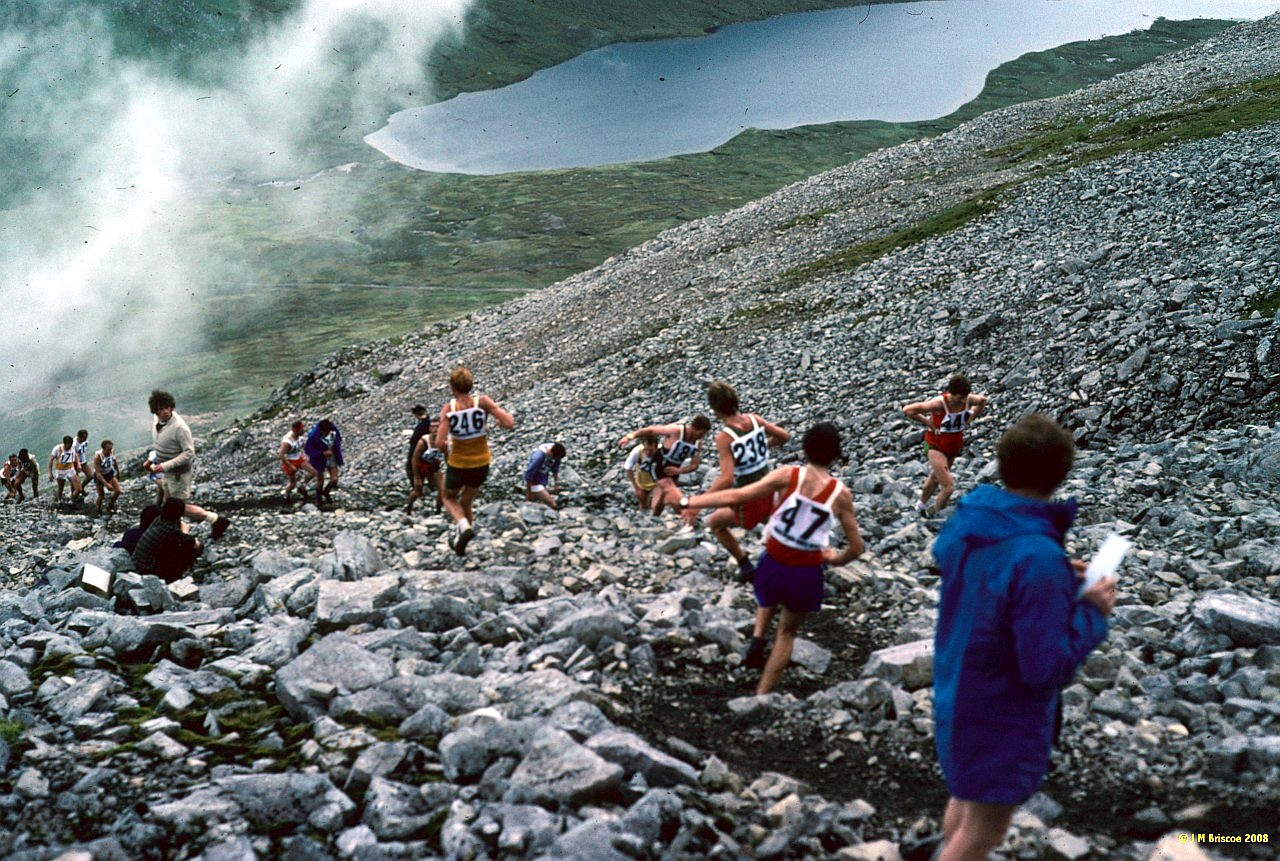
Cursa Ben Nevis 1979

Istoria alergării pe deal pe Ben Nevis datează din 1895. William Swan, un coafor din Fort William, a efectuat prima ascensiune cronometrată pe munte în preajma zilei de 27 septembrie a acelui an, cnd a alergat de la vechiul oficiu poștal din Fort William până pe vârf și înapoi în 2 ore și 41 de minute. În anii ce au urmat recordul lui Swan a fost bătut de câteva ori, dar prima competiție de urcare a avut loc la 3 iunie 1898 conform regulile Scottish Amateur Athletic Association. Zece concurenți au participat la cursă, care a început la Hotelul Lochiel Arms din Banavie fiind astfel mai lungă decât cea din Fort William; câștigătorul a fost Hugh Kennedy, de 21 de ani, băiat însărcinat cu administrarea vânatului la Castelul Tor, care a terminat (ca și Swan prima dată) în 2 ore și 41 de minute
S-au organizat curse regulat până în 1903, când au avut loc două; acestea au fost ultimele timp de 24 de ani, poate din cauza închiderii observatorului în anul următor. Prima cursă a fost de la Achintee, la baza potecii Pony Track, și s-a încheiat la vârf; A fost câștigat în puțin mai mult de o oră de Ewen MacKenzie, lucrător la observator. A doua cursă a plecat de la poșta nouă din Fort William, și MacKenzie a stabilit recordul la 2 ore și 10 minute, record deținut timp de 34 de ani.
Cursa Ben Nevis este ținută în forma sa actuală din 1937. Acum are loc în fiecare an în prima duminică din septembrie, cu un maximum de 500 de concurenți. Startul și sosirea au loc la terenul de fotbal Claggan Park de la marginea orașului Fort William, și are o lungime de 16 km cu 1.340 m de urcare. Din cauza dificultăților muntelui, înscrierea este restricționată la cei care au terminat trei curse de deal, iar alergătorii trebuie să aibă la ei pelerine de ploaie, șepci, mănuși și un fluier; cine nu a ajuns la vârf după două ore este întors înapoi. Până în anul 2006, recordurile au rămas nedepășite din 1984, când Kenny Stuart și Pauline Howarth de la Keswick Athletics Club au câștigat cursele masculină, respectiv feminină cu timpii de 1:25:34 respectiv 1:43:25.

## Aspecte ecologice

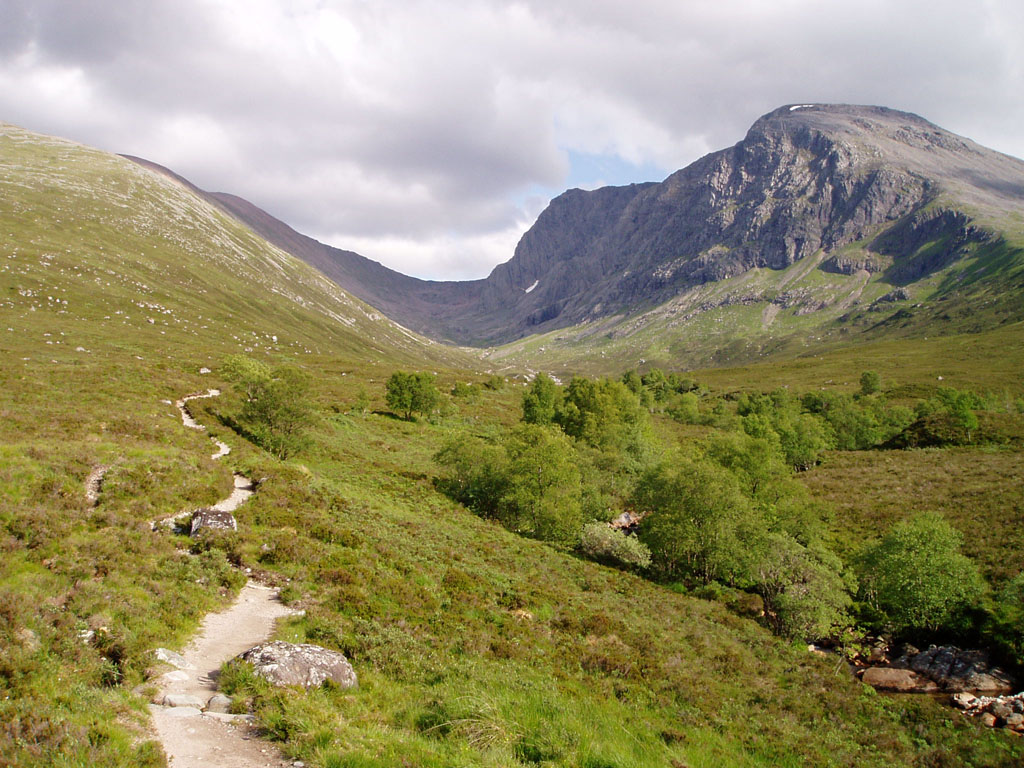
Poteca spre Cabana CIC pe Allt a' Mhuilinn

Popularitatea lui Ben Nevis și mediatizarea sa ca cel mai înalt vârf al Regatului Unit au condus în ultimele decenii la îngrijorări privind impactul factorului uman asupra fragilului ecosistem montan. Aceste îngrijorări au contribuit la cumpărarea Moșiei Ben Nevis în 2000 de către John Muir Trust, o societate scoțiană de caritate dedicată conservării arealelor naturale sălbatice. Moșia acoperă 1.700 ha de pământ pe partea sudică a lui Ben Nevis, inclusiv vârful, și care cuprinde și munții din vecinătate, Carn Mòr Dearg și Aonach Beag, .
John Muir Trust este unul din cele nouă organizații reprezentate în consiliul principal al Parteneriatului Nevis. Fondat în 2003, Parteneriatul, care include și reprezentanți ai administrației locale, locuitorii din Glen Nevis și montaniarzi, lucrează pentru a „coordona politicile viitoare și acțiunile de a păstra, gestiona și, unde este cazul, dezvolta calitățile și oportunitățile date de mediul înconjurător pentru plăcerea și aprecierea de către vizitatori a regiunii Nevis".
Una dintre acțiunile cele mai controversate ale Parteneriatului Nevis a fost cea privind numeroasele plăci comemorative puse de diverse persoane, în principal în preajma monumentului din vârf. Mulți oameni consideră că proliferarea acestor plăci este nepotrivită, și, în august 2006, Parteneriatul Nevis și-a declarat intenția de a înlătura aceste plăci (după ce ar depune eforturi pentru a le înapoia proprietarilor lor) ca parte dintr-o mai largă campanie de curățenie a muntelui.
În 2005, cantitatea de gunoaie adunată pe poteca Pony Track a fost scoasă în evidență de mass-media națională, inclusiv de BBC Radio 5 Live. Robin Kevan, un pensionar din Țara Galilor cunoscut ca „Rob the Rubbish” („Rob Gunoierul”) pentru eforturile sale de a curăța zonele rurale, a venit la Ben Nevis și a făcut el însuși curățenie, ceea ce a atras mass-media și a condus la un efort concertat de curățenie.

## Distileria Ben Nevis
Distileria Ben Nevis este o distilerie de whisky dintr-un singur malț aflată la poalele muntelui, lângă Podul Victoria în partea de nord a lui Fort William. Fondată în 1825 de John McDonald (cunoscut sub porecla de "Long John"), este una dintre cele mai vechi distilerii autorizate din Scoția, și este o atracție turistică populară în Fort William. Apa utilizată la fabricarea băuturii provine din Allt a' Mhuilinn, pârâul care curge de pe circul nordic al lui Ben Nevis. Berea organică „Ben Nevis” 80/- este, însă, fabricată în Bridge of Allan lângă Stirling.

## Etimologie
„Ben Nevis” este o anglicizare a numelui muntelui în gaelică, Beinn Nibheis. Cuvântul beinn este cel mai frecvent cuvânt gaelic pentru „munte”, dar Nibheis este tradus în mai multe feluri, deși, în mod obișnuit înseamnă "rău" sau "veninos". O interpretare alternativă este aceea că Beinn Nibheis derivă din beinn-neamh-bhathais, de la Neamh, „cer, nori” și bathais, „partea de sus a capului”. Astfel, o posibilă traducere literală ar fi „muntele cu capul în nori”, deși se spune adesea și "muntele cerului".